# تیم ملی فوتبال زیر ۲۰ سال فرانسه
تیم ملی فوتبال زیر ۲۰ سال فرانسه یا تیم ملی فوتبال جوانان فرانسه، نماینده کشور فرانسه در مسابقات فوتبال جوانان اروپا و جهان است که زیر نظر فدراسیون فوتبال فرانسه فعالیت می‌کند.

## افتخارات
- جام جهانی جوانان

قهرمان: ۲۰۱۳
- مسابقات تولون

قهرمان (۱۲): ۱۹۷۷، ۱۹۸۴، ۱۹۸۵، ۱۹۸۷، ۱۹۸۸، ۱۹۸۹، ۱۹۹۷، ۲۰۰۴، ۲۰۰۵، ۲۰۰۶، ۲۰۰۷، ۲۰۱۵
نائب قهرمان (۱۴): ۱۹۷۵، ۱۹۷۶، ۱۹۷۸، ۱۹۸۰، ۱۹۸۶، ۱۹۹۱، ۱۹۹۳، ۱۹۹۵، ۱۹۹۶، ۱۹۹۸، ۲۰۰۹، ۲۰۱۱، ۲۰۱۴، ۲۰۱۶